# لا يمل
لا يمل هو برنامج تلفزيوني لبناني كوميدي ساخر من الحياة السياسية والاجتماعية يعرض على تلفزيون المستقبل . يعتبر من أكثر البرامج نجاحاً بنسبة المشاهدين. كما أنه أدى إلى إنشاء برامج جديدة انفصلت عنه سبين أوف مثل مغامرات أبو رياض و كافيه أبو رياض.
كما أن البرنامج قد انتقل بثه من تلفزيون المستقبل إلى تلفزيون المر ليتغير أسمه إلى ما في متلو.

## الممثلون وأدوارهم
- عادل كرم بأدوار عادل (بنفسه) وأبو رياض وتحسين ومجدي وAlphonse وMaurice والجرسون والساحر خوريو وفريد الريّس وفرانكي وMaitre Adil وAbou Sami
- عباس شاهين بأدوار عباس (بنفسه) وMr. Bakhil ووجدي وبوب وMr. Loughat وSna2na2e
- نعيم حلاوي : مقدم الأخبار «بانوراما» ونوري الأندبوري والفنان فوزي أبو لوزي وعمو غابي ووالد غابي وأبو عبدو
- آنجو ريحان : بأدوار آنجو (بنفسها) وجميلة
- رولا شامية : بأدوار رولا (بنفسها) وسوسو دخيلو